# Nayagarh (Stadt)
Nayagarh ist eine Stadt im indischen Bundesstaat Odisha.
Nayagarh war früher die Hauptstadt des gleichnamigen Fürstentums. Heute ist Nayagarh Verwaltungssitz des Distrikts Nayagarh. Die Stadt liegt 75 km westlich von Bhubaneswar, der Hauptstadt von Odisha. Die nationale Fernstraße NH 224 (Khordha–Subarnapur) verläuft durch Nayagarh.
Beim Zensus 2011 betrug die Einwohnerzahl 17.030. Die Stadt hat den Status eines Notified Area Councils.